# Forlaget Tellerup
Forlaget Tellerup er grundlagt i 1972 af Kristian Tellerup og udgiver primært børne- og ungdomsbøger. Forlaget udgiver desuden lydbøger under navnet FOXVOX, det tidligere Tellerup AV.